# Porsica ingens
Porsica ingens är en fjärilsart som beskrevs av Walker 1866. Porsica ingens ingår i släktet Porsica och familjen tandspinnare. Inga underarter finns listade i Catalogue of Life.